# 荃灣街市街

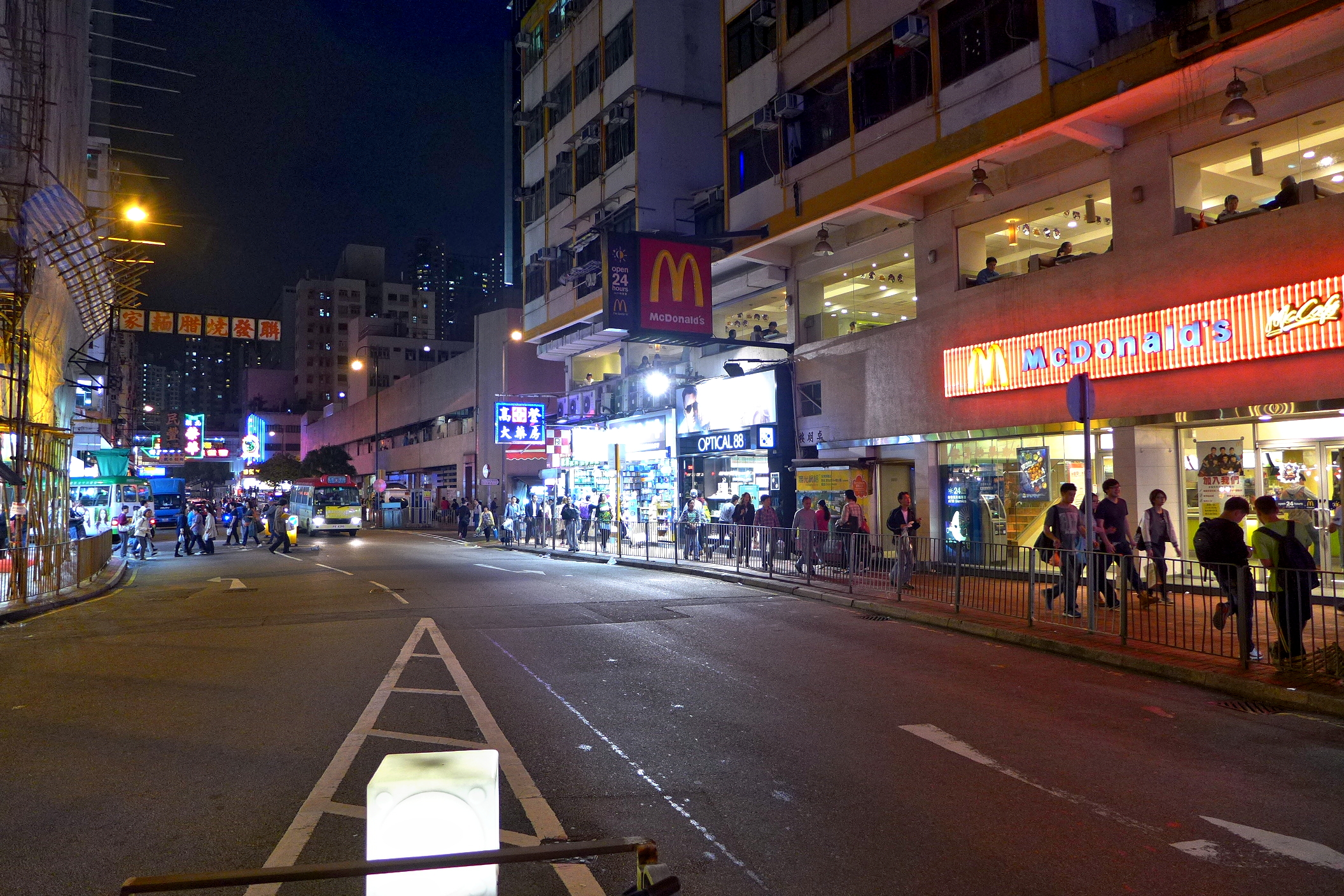
西端夜景

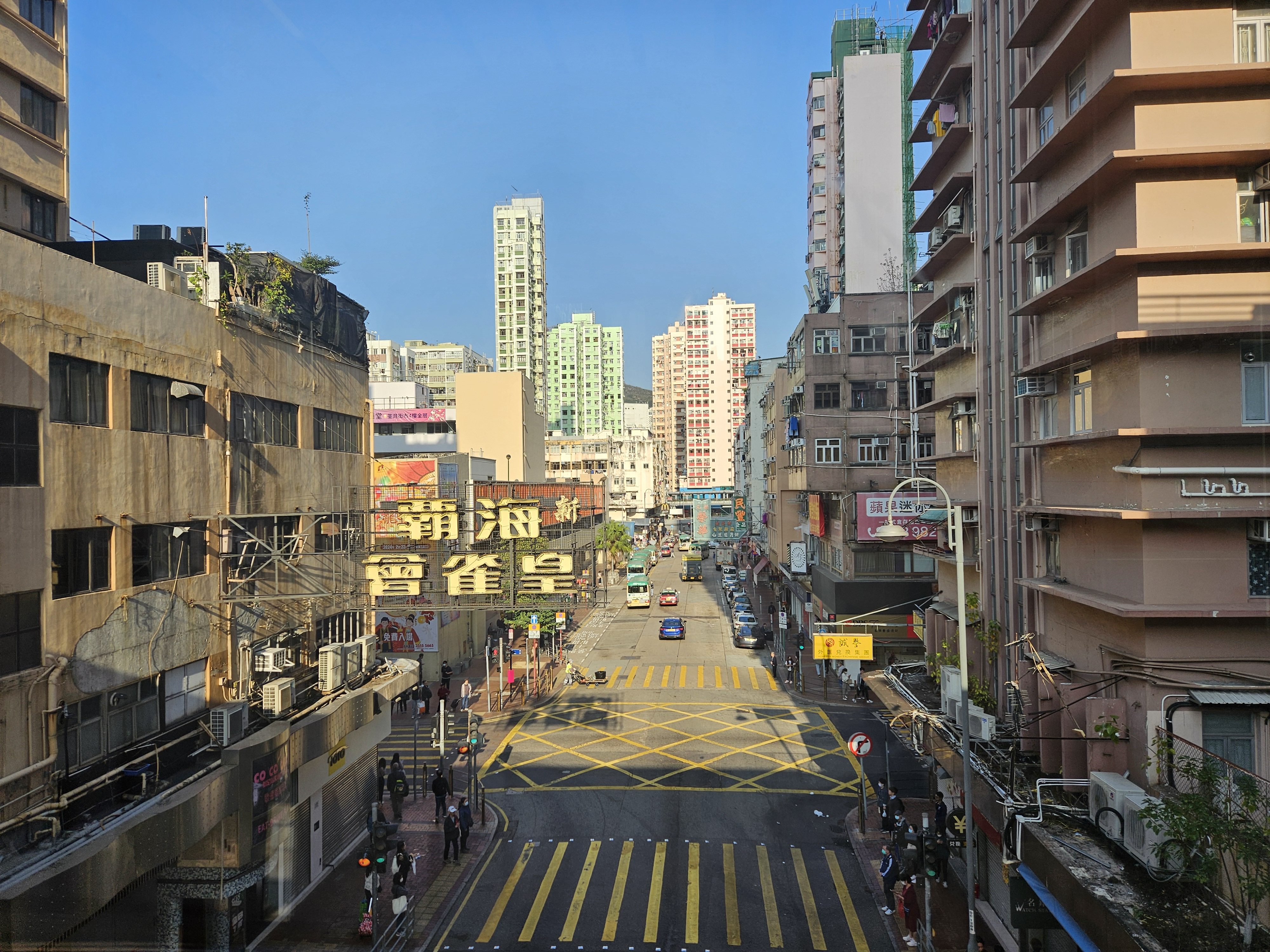
荃灣街市街近眾安街

荃灣街市街（英語：Tsuen Wan Market Street），是一條位於香港新界荃灣區的街道，此街附近一帶是荃灣的市中心。

## 與其連接之街道
- 大河道
- 川龍街
- 眾安街
- 德海街
- 關門口街

## 鄰近
- 荃灣街市
- 中港直通車跨境巴士車站（已遷往德海街）
- 港鐵荃灣站
- 賽馬會德華公園、仁濟醫院
- 千色滙（前稱荃灣城市廣場）、千色百貨及遠東絲麗酒店
- 專線小巴409線
- 專線小巴409K線
- 專線小巴481線
- 專線小巴481B線
- 專線小巴96線
- 専線小巴81線
- 専線小巴80線
- 紅色公共小巴往官塘、新蒲崗/坪石/四順、黃大仙/九龍城及上環/西環

### 新界區專線小巴409線
- 長宏 ↺ 荃灣街市街

### 新界區專線小巴409S線
- 長宏 ↺ 荃灣街市街

### 新界區專線小巴481線
- 火炭（山尾街） ↔ 荃灣街市街

### 新界區專線小巴481A線
- 荃灣街市街 ↔ 沙田市中心

### 新界區專線小巴481B線
- 荃灣街市街 ↔ 大圍（銅鑼灣山）

### 新界區專線小巴482線
- 荃灣街市街 ↔ 沙田市中心